# Muszlin

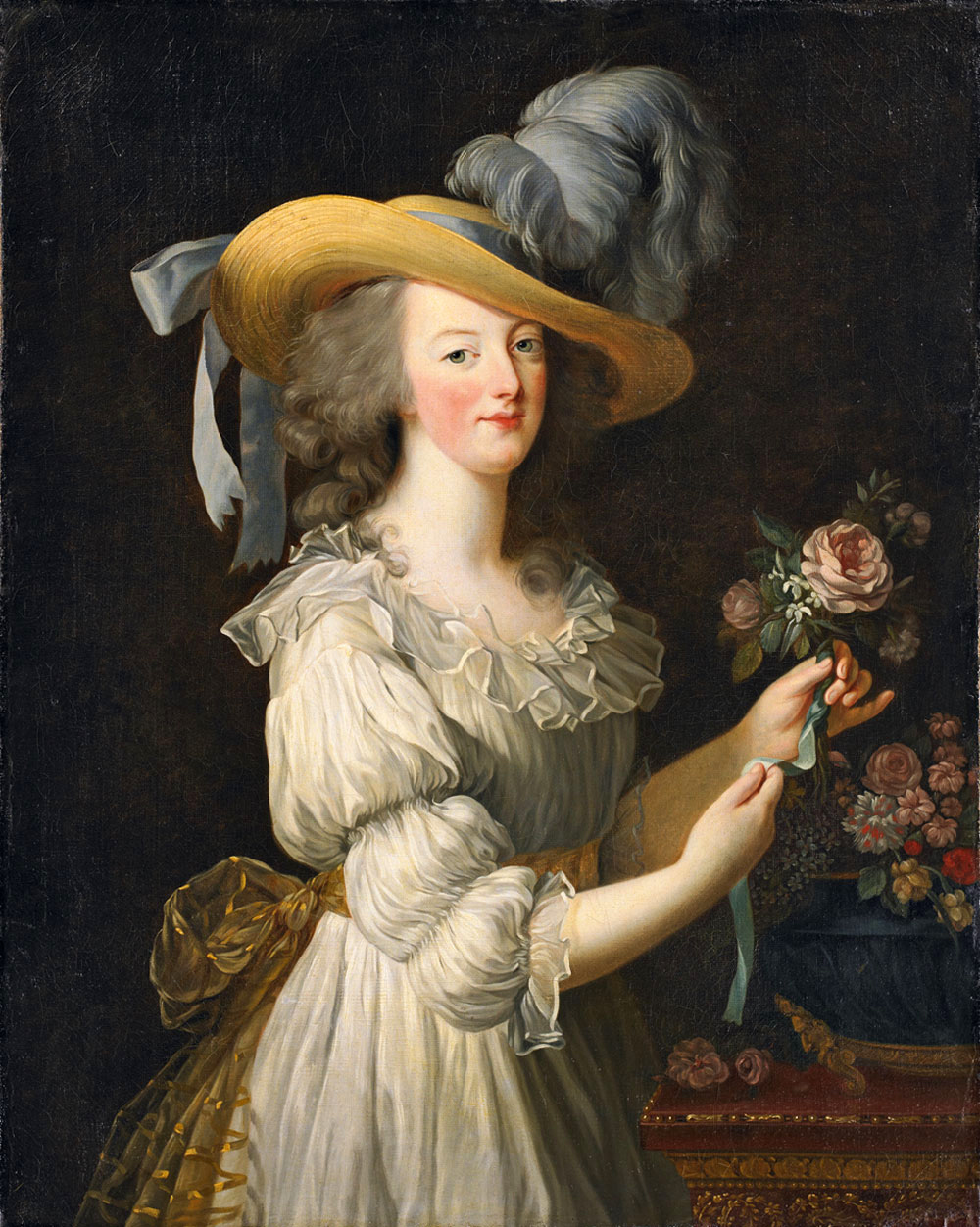
Marie Antoinette muszlin ruhás portréja (Louise Élisabeth Vigée Le Brun festménye, 1783)

A muszlin finomszövésű pamut anyag, amely a Közel-Keletről származik, és a 17. században került be Európába. Nevét a ma Irak területén található Moszul városról kapta, ahol az európaiak először találkoztak vele. Az anyag azonban eredetileg a mai Bangladesben található Dakkából származik.
A muszlin általában szoros szövésű fehérítetlen vagy fehér anyag, amelyet pamut gyöngyfonálból készítenek. Gyakran használják ruhák vagy függönyök készítésére. A muszlin jól levegőzik, ezért jó ruhaalapanyag a száraz, meleg éghajlatú területeken.

## Fordítás
- Ez a szócikk részben vagy egészben  a   Muslin című angol Wikipédia-szócikk ezen változatának fordításán alapul.  Az eredeti cikk szerkesztőit annak laptörténete sorolja fel. Ez a jelzés csupán a megfogalmazás eredetét és a szerzői jogokat jelzi, nem szolgál a cikkben szereplő információk forrásmegjelöléseként.